# 烏克蘭人民黨
烏克蘭人民黨（烏克蘭語：Українська Народна Партія; Ukrains'ka Narodna Partiya）是烏克蘭政黨，領導人為尤里·科斯騰科（Yuriy Kostenko）。人民黨將在2012年併入我們的烏克蘭。
2002年議會選舉，烏克蘭民族運動（Ukrajins'kyi Narodnyj Rukh）屬於我們的烏克蘭尤先科聯盟。
2003年1月，該黨為了避免與最初所屬的烏克蘭人民運動混淆而更名為「烏克蘭人民黨」。
2006年議會選舉，該黨加入科斯騰科與普柳希烏克蘭民族聯盟（Ukrainian National Bloc of Kostenko and Plyushch）。
2007年議會選舉，該黨再度加入我們的烏克蘭聯盟，該聯盟拿下72席。

## 外部連結
- （乌克兰語） 烏克蘭人民黨官方網站